# Deadlock: Planetary Conquest
Deadlock: Planetary Conquest este un joc video de strategie pe ture pe computer dezvoltat de Accolade. Jocul a fost lansat oficial în 1996. Povestea se învârte în jurul luptei a opt rase pentru controlul  planetei Gallius IV, luptă care a ajuns într-un impas.
Tommo⁠(d) a achiziționat drepturile asupra acestui joc și l-a publicat digital prin marca sa Retroism în 2015.

## Context
Expediții trimise de guvernele celor opt rase au ajuns pe orbită în jurul lui Gallius IV. A urmat un conflict armat, deoarece fiecare rasă era hotărâtă să captureze planeta în propriile sale scopuri. Pentru a evita un război intergalactic, precum și pentru a preveni distrugerea accidentală a planetei de către flotele spațiale care luptă în jurul ei, un tratat numit Compactul lui Gallius IV a fost semnat de șapte dintre cele opt rase. Fiecare dintre cele șapte semnatare va disloca cinci sute de coloniști⁠(d) înarmați ușor pe planetă și apoi fiecare va începe să dezvolte o colonie. Nu au fost impuse restricții asupra armelor dezvoltate și folosite de colonii, spre deosebire de coloniști cărora li se permitea doar să aducă cu ei pistoale laser. Colonia care îi va alunga pe toți ceilalți de pe suprafața planetei sau care va construi un număr prestabilit de orașe, va revendica planeta în numele conducătorilor săi. Tolnanii neutri și recent descoperiți servesc pe post de consilieri pentru toată lumea, în timp ce Skirineen operează pe piața neagră locală.  

## Recepție
Deadlock s-a vândut în peste 100.000 de exemplare în primele două luni și a fost un succes comercial.

## Continuare
Continuarea, Deadlock II: Shrine Wars, a adus modificări ușoare ale gameplay-ului, mai puțină capacitate de micro-gestionare, grafică identică și o campanie pentru un singur jucător. De asemenea, interfața jocului a fost schimbată semnificativ.